# Krzysztof Kalczyński

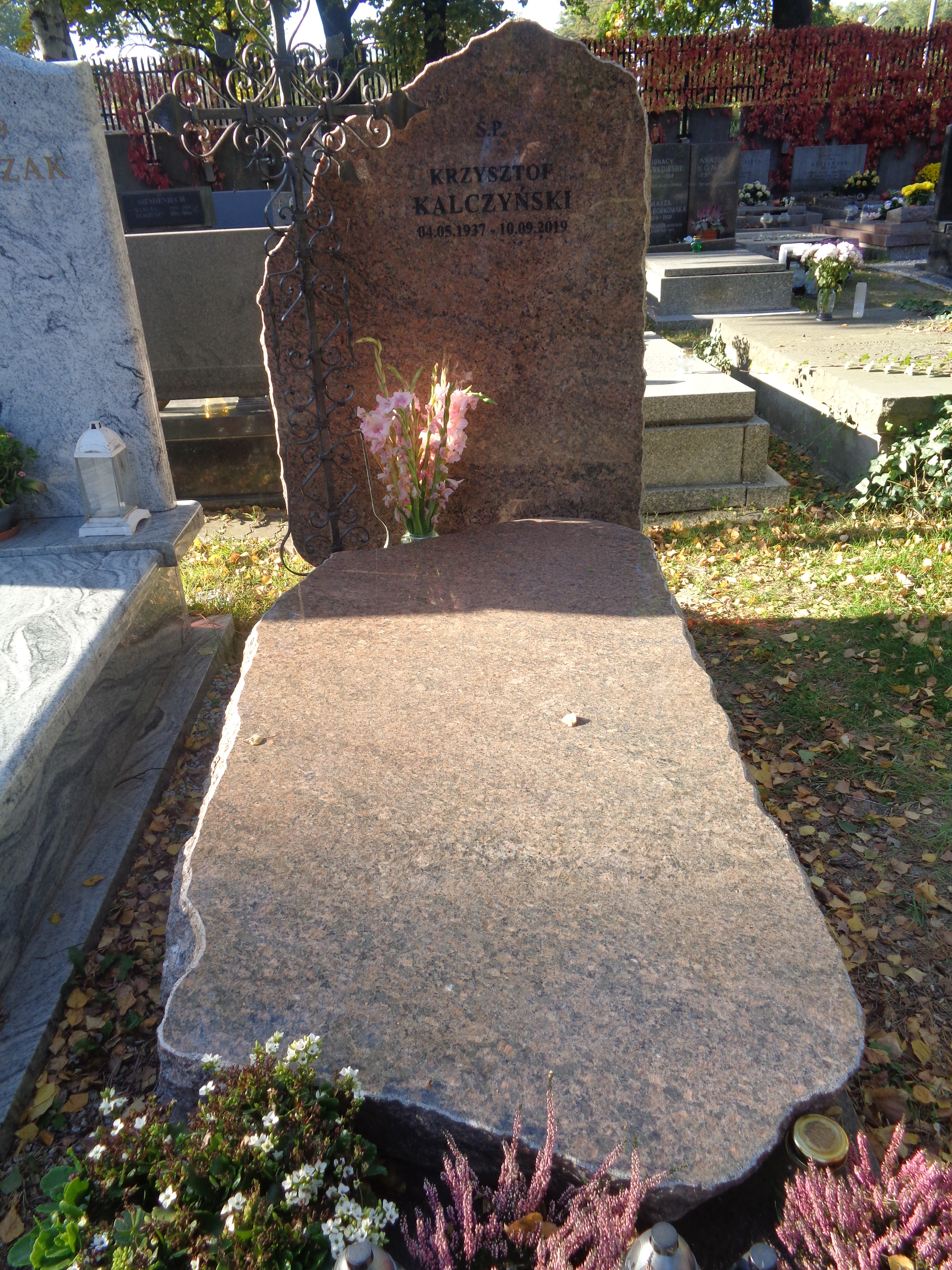
Grób Krzysztofa Kalczyńskiego na Cmentarzu Wojskowym na Powązkach

Krzysztof Kalczyński (ur. 4 maja 1937 w Poznaniu, zm. 10 września 2019 w Warszawie) – polski aktor filmowy i teatralny.

## Życiorys
W latach 1957–1959 był muzykiem Teatru Narodowego oraz klubu studenckiego „Stodoła” (1958–1960). W 1961 ukończył studia na Wydziale Reżyserii Dźwięku w Państwowej Wyższej Szkole Muzycznej w Warszawie. Był także absolwentem krakowskiej PWST (1964), gdzie do przedstawienia dyplomowego Zabawa jak nigdy Williama Saroyana w reżyserii Eugeniusza Fuldego dobrał muzykę Raya Charlesa.
Grał w teatrach: Wybrzeże w Gdańsku (1964–1969), Klasycznym w Warszawie (1969–1971), Studio w Warszawie (1971–1975), Narodowym (1975–1981), Nowym w Warszawie (1980–1987). 
Filmową karierę aktorską rozpoczął w 1964 roku, debiutując w roli Maćka  filmie Zakochani są między nami. Dużą popularność przyniosły mu role w serialach telewizyjnych takich jak: Klan (rola Edwarda Tyczyńskiego), Na Wspólnej (rola Jeremiego Konarskiego), Pensjonat pod Różą (ojciec Iwy), Plebania, M jak Miłość, Na dobre i na złe, Ojciec Mateusz.
Wystąpił w ponad trzydziestu spektaklach Teatru Telewizji i wziął udział w kilkudziesięciu słuchowiskach Teatru Polskiego Radia.
Ze względu na charakterystyczny typ urody i osobowość, nazywany był „polskim Alainem Delonem”.
W 2019 w wydawnictwie Rytm Oficyna Wydawnicza ukazała się autobiograficzna książka pt.  Moje boje, pojedynczo i we dwoje.
Był mężem aktorki Haliny Rowickiej  oraz ojcem dziennikarzy Anny Kalczyńskiej-Maciejowskiej i Filipa Kalczyńskiego, a także Marii Kalczyńskiej. Został pochowany na Cmentarzu Wojskowym na Powązkach w Warszawie (kwatera D6-1-31).

## Nagrody
1987 - Toruń - XXI Ogólnopolskie Spotkania Teatrów Jednego Aktora - nagroda publiczności za monodram "Krokodyl" wg Fiodora Dostojewskiego w Teatrze Nowym w Warszawie.

## Filmografia
- 1964: Zakochani są między nami – Maciek
- 1967: Stawka większa niż życie – gestapowiec Erik udający kelnera w hotelu „Excelsior”, brat Fritza
- 1970: Przygody psa Cywila – porucznik WOP (odc. 4)
- 1973: Nagrody i odznaczenia – porucznik Jarek Jackowski
- 1976: Con amore
- 1978: Hallo Szpicbródka, czyli ostatni występ króla kasiarzy
- 1981: Przypadek – mąż Werki
- 1982: Blisko, coraz bliżej – Mieczysław Pasternik (odc. 5 i 6)
- 1984: Baryton – recepcjonista
- 1986: Zmiennicy, odc. 6 – mąż kupujący na „kredyt dla młodych małżeństw”
- 1987: Rzeka kłamstwa – felczer
- 1988: Dotknięci
- 1989: Modrzejewska – hrabia Adam Potocki
- 1990: Dziewczyna z Mazur
- 1991: Pogranicze w ogniu – major Zarzycki (odc. 18 i 24)
- 1999: Ostatnia misja
- 2001: Marszałek Piłsudski – hrabia Harry Kessler, wysłannik rządu niemieckiego w Magdeburgu
- 2004: Plebania
- 2005: Pensjonat pod Różą – Stanisław Mroczkiewicz, ojciec Iwy
- 2008: Na Wspólnej – Jeremi Konarski
- 2009–2017: Klan – Edward Tyczyński
- 2009: Miasto z morza – urzędnik na naradzie u ministra (odc. 4)
- 2010: Mała matura 1947 – mecenas Halber

Źródło: FilmPolski.pl.